# Liste des députés de la IIIe législature du Second Empire
Cette liste a pour but de recenser, classés alphabétiquement, les députés appelés à siéger à l'Assemblée nationale à la suite des élections législatives françaises de 1863 et qui furent en fonction jusqu'aux élections législatives françaises de 1869. Ce seront les bonapartistes qui remporteront largement les élections. Le plus jeune député était Marie Reimbold d'Estourmel âgé alors de 22 ans, le plus vieux était Jean-Gabriel de Boissy d'Anglas qui était lui âgé de 80 ans.
Cette liste est issue de la base de données Sycomore de l'Assemblée nationale.

## Liste des députés
- Haut – A
- B
- C
- D
- E
- F
- G
- H
- I
- J
- K
- L
- M
- N
- O
- P
- Q
- R
- S
- T
- U
- V
- W
- X
- Y
- Z

### A
- Séverin Paul Abbatucci  (Bonapartiste) ;
- Jules Ancel  (Bonapartiste libéral);
- Maurice Mathieu Andrieu  (Bonapartiste);
- Edouard André  (Bonapartiste);
- Jean André  (Bonapartiste);
- Ernest André  (Bonapartiste);
- Lucien Arman  (Bonapartiste);
- Louis Auvray  (Bonapartiste);
- Jules Aymé de la Herlière  (Bonapartiste);

- Haut – A
- B
- C
- D
- E
- F
- G
- H
- I
- J
- K
- L
- M
- N
- O
- P
- Q
- R
- S
- T
- U
- V
- W
- X
- Y
- Z

### B
- Francisque Balaÿ  (Bonapartiste);
- Henry Barbet  (Bonapartiste);
- Alexandre Barrillon  (Bonapartiste);
- Anatole Bartholoni  (Bonapartiste);
- Jean Belliard  (Bonapartiste);
- Louis Belmontet  (Bonapartiste);
- François Eugène Berger  (Bonapartiste);
- Pierre-Antoine Berryer  (Légitimiste);
- François-Gabriel Bertrand  (Bonapartiste libéral);
- Paul Louis Gabriel Bethmont  (Libéral);
- Alexandre Bodin  (Bonapartiste);
- Théodore Bois de Mouzilly  (Bonapartiste);
- Eugène Bois-Viel  (Bonapartiste);
- Édouard Boittelle  (Bonapartiste);
- Auguste de Talhouët-Roy  (Bonapartiste libéral);
- Gustave Boucaumont  (Bonapartiste);
- Pierre-Christophe Régis Bouchetal-Laroche  (Bonapartiste);
- Louis Auguste Boudet  (Bonapartiste);
- Pierre-Henri-Dieudonné Bourlon  (Bonapartiste);
- Calixte Bournat  (Bonapartiste);
- Émile Bourrée de Corberon  (Bonapartiste);
- Henri Boutelier  (Bonapartiste);
- Jules Brame  (Bonapartiste libéral);
- François Bravay  (Bonapartiste);
- Charles Brohyer de Littinère  (Bonapartiste);
- Gustave Bucher de Chauvigné  (Légitimiste);
- Louis Buffet  (Libéral);
- Henri Buquet  (Bonapartiste);
- Julien-Henri Busson-Billault  (Bonapartiste);
- Louis Bérard-Blay  (Bonapartiste);

- Haut – A
- B
- C
- D
- E
- F
- G
- H
- I
- J
- K
- L
- M
- N
- O
- P
- Q
- R
- S
- T
- U
- V
- W
- X
- Y
- Z

### C
- Adrien-Charles Calley Saint-Paul  (Indépendant);
- Pierre Calvet-Rogniat  (Bonapartiste libéral);
- Hippolyte Carnot  (Républicain);
- Paul Caruel de Saint-Martin  (Bonapartiste);
- Mathieu Cazelles  (Bonapartiste libéral);
- Félix Chadenet  (Bonapartiste);
- Jules Chagot  (Bonapartiste);
- Antoine de Chapuys de Montlaville  (Bonapartiste);
- Raoul Charlemagne  (Bonapartiste);
- Hippolyte Chauchard  (Indépendant);
- Charles Chesnelong  (Bonapartiste);
- Auguste Chevalier  (Bonapartiste);
- Eugène Chevandier de Valdrome  (Bonapartiste libéral);
- Luc Christophle  (Bonapartiste);
- Justinien Nicolas Clary  (Bonapartiste);
- Louis-Armand-Alexandre Cœuret de Nesle  (Bonapartiste);
- Henri Conneau  (Bonapartiste);
- Amédée Conseil  (Bonapartiste);
- Pierre Rémy Corneille  (Bonapartiste);
- Pierre Corneille  (Bonapartiste);
- Joseph-Alfred Cornudet des Chaumettes  (Bonapartiste);
- Charles Corta  (Bonapartiste);
- Cosme Cosserat  (Bonapartiste);
- Charles Louis Coulaux  (Bonapartiste);
- André Creuzet  (Bonapartiste);
- François-Louis Croisnu  (Bonapartiste);
- Gustave Curé  (Bonapartiste libéral);

- Haut – A
- B
- C
- D
- E
- F
- G
- H
- I
- J
- K
- L
- M
- N
- O
- P
- Q
- R
- S
- T
- U
- V
- W
- X
- Y
- Z

### D
- Félix d'Arjuzon  (Bonapartiste);
- Jacques Auguste d'Ayguesvives , (Bonapartiste);
- Marie Reimbold d'Estourmel  (Libéral);
- Rodolphe d'Ornano  (Bonapartiste);
- François Dabeaux  (Bonapartiste);
- Gustave Daguilhon-Pujol  (Bonapartiste);
- Édouard Dalloz  (Bonapartiste);
- Pierre-Charles Dambry  (Bonapartiste);
- Aymé Stanislas Darblay  (Bonapartiste);
- Alfred Darimon  (Républicain puis Bonapartiste libéral);
- Jean-Marie Darracq  (Bonapartiste);
- François Dautheville  (Bonapartiste);
- Jérôme David  (Bonapartiste);
- Ferdinand Benjamin David  (Bonapartiste);
- Louis David-Deschamps  (Bonapartiste);
- Marc de Beauvau-Craon  (Bonapartiste libéral);
- Victor Louis de Benoist  (Bonapartiste);
- Ernest de Boigne  (Bonapartiste);
- Jean-Gabriel de Boissy d'Anglas  (Bonapartiste);
- Charles de Bourcier de Villers  (Bonapartiste);
- Charles de Veauce  (Bonapartiste);
- Eugène Auguste de Caffarelli  (Bonapartiste);
- Alphonse de Cardevac d'Havrincourt  (Bonapartiste);
- Hervé de Caulaincourt  (Bonapartiste);
- Paul de Chazot  (Bonapartiste);
- Napoléon-Joseph de Colbert-Chabanais  (Bonapartiste);
- Eugène Louis de Coëhorn  (Bonapartiste);
- Pierre Albert de Dalmas  (Bonapartiste libéral);
- Charles de Fages  (Bonapartiste);
- César de Faÿ de La Tour-Maubourg  (Bonapartiste puis Légitimiste);
- Auguste-Antoine de Fourment  (Bonapartiste);
- Alexandre de Geiger  (Bonapartiste);
- Ferdinand de Grammont  (Libéral);
- Ernest-Henri de Grouchy  (Bonapartiste);
- Adhémar de Guilloutet  (Bonapartiste);
- Charles Alfred de Janzé  (Bonapartiste libéral);
- Olivier de La Poëze  (Bonapartiste);
- Eugène de Ladoucette  (Bonapartiste);
- Frédéric de Lagrange  (Bonapartiste);
- Barthélémy de Las Cases  (Bonapartiste);
- François de Lespérut  (Bonapartiste libéral);
- Louis Henri François de Luzy-Pelissac  (Bonapartiste);
- Armand de Mackau  (Bonapartiste);
- Alfred de Marmier  (Libéral);
- Élizé de Montagnac  (Bonapartiste);
- Édouard de Morgan  (Bonapartiste);
- Charles de Morny  (Bonapartiste);
- Stéphane de Pierres  (Bonapartiste);
- Arthur de Quinemont  (Bonapartiste);
- Amant de Rambourgt  (Bonapartiste);
- Louis Félix Dieudonné de Ravinel  (Bonapartiste puis Légitimiste);
- Antoine de Reinach-Hirtzbach  (Bonapartiste);
- Louis-Antoine de Robin de Barbentane  (Bonapartiste);
- Barthélemy de Romeuf  (Bonapartiste);
- Alexandre Elisabeth de Rosnyvinen de Piré  (Bonapartiste libéral);
- Pierre Marie de Saint-Georges  (Républicain);
- François Hervé de Saint-Germain  (Bonapartiste);
- Hélie de Sainte-Hermine  (Bonapartiste);
- Edmond de Tillancourt  (Libéral);
- Lionel de Toulongeon  (Bonapartiste);
- Louis-Michel Illide de Veau de Robiac  (Bonapartiste);
- Charles de Wendel  (Bonapartiste);
- Adolphe de Belleyme  (Bonapartiste);
- Claude Dechastelus  (Bonapartiste);
- Louis Dein  (Bonapartiste);
- Édouard Delamarre  (Bonapartiste);
- François Charles Delavau  (Bonapartiste);
- Germain Delebecque  (Bonapartiste);
- Jean Deltheil  (Bonapartiste);
- Théodore Denat  (Bonapartiste);
- Robert Eugène des Rotours  (Bonapartiste);
- Alexandre des Rotours  (Bonapartiste);
- Laurent Descours  (Bonapartiste);
- Gilbert Desmaroux de Gaulmin  (Bonapartiste);
- François-Philibert Dessaignes  (Bonapartiste);
- Adolphe Devoize  (Bonapartiste);
- Henry Didier  (Bonapartiste);
- Camille Dollfus  (Bonapartiste);
- Pierre-Frédéric Dorian  (Libéral);
- Alexandre Douesnel-Dubosq  (Bonapartiste);
- Antoine Joseph Drouot  (Bonapartiste);
- Louis Marie du Couëdic  (Bonapartiste);
- Adrien Duchesne de Gillevoisin  (Bonapartiste);
- Pascal Duguet  (Bonapartiste);
- Ernest Charles Jean-Baptiste Dumas  (Bonapartiste);
- Joseph Duplan  (Bonapartiste);
- Paul Dupont  (Bonapartiste);
- Jean Baptiste Alexandre de Bosredon  (Bonapartiste);

- Haut – A
- B
- C
- D
- E
- F
- G
- H
- I
- J
- K
- L
- M
- N
- O
- P
- Q
- R
- S
- T
- U
- V
- W
- X
- Y
- Z

### E
- Eugène Eschassériaux  (Bonapartiste);
- Jean-Hippolyte Esquirou de Parieu  (Bonapartiste);
- Jean-Baptiste Etcheverry  (Bonapartiste);

- Haut – A
- B
- C
- D
- E
- F
- G
- H
- I
- J
- K
- L
- M
- N
- O
- P
- Q
- R
- S
- T
- U
- V
- W
- X
- Y
- Z

### F
- Auguste Fabre  (Bonapartiste);
- Victor Faugier  (Bonapartiste);
- Jules Favre  (Républicain);
- Anselme François Fleury  (Bonapartiste);
- Adolphe Flocard de Mépieu  (Bonapartiste);
- Édouard Fould  (Bonapartiste);
- Adolphe Fould  (Bonapartiste);
- Paul-Philémon Fouquet  (Bonapartiste);
- Louis Frémy  (Bonapartiste);

- Haut – A
- B
- C
- D
- E
- F
- G
- H
- I
- J
- K
- L
- M
- N
- O
- P
- Q
- R
- S
- T
- U
- V
- W
- X
- Y
- Z

### G
- Maurice Désiré Garnier  (Bonapartiste);
- Louis-Antoine Garnier-Pagès  (Républicain);
- Armand Gaultier de La Guistière  (Bonapartiste);
- Sampiero Gavini  (Bonapartiste);
- Ernest Gellibert des Seguins  (Bonapartiste);
- Ernest Geoffroy de Villeneuve  (Bonapartiste);
- Jean-Marie Georges Girard de Soubeyran  (Bonapartiste);
- Édouard Girod de l'Ain  (Bonapartiste);
- François Girot-Pouzol  (Libéral);
- Louis Girou de Buzareingues  (Bonapartiste);
- Alexandre Glais-Bizoin  (Libéral);
- Auguste Godard d'Aucour de Plancy  (Bonapartiste);
- Charles Godard d'Aucour de Plancy  (Bonapartiste libéral);
- Hippolyte Godard-Desmarest  (Bonapartiste);
- Raymond Gorsse  (Bonapartiste);
- Augustin Gorsse  (Bonapartiste);
- Alexandre Goüin  (Bonapartiste);
- Jacques Goërg  (Bonapartiste libéral);
- Bernard-Adolphe Granier de Cassagnac  (Bonapartiste);
- Edmond Gressier  (Bonapartiste);
- Aimé Philippe Gros  (Bonapartiste);
- Jules Grévy  (Républicain);
- Jacques Guillaumin  (Bonapartiste);
- Adolphe Guéroult  (Libéral);
- Nicolas Géliot  (Bonapartiste);

- Haut – A
- B
- C
- D
- E
- F
- G
- H
- I
- J
- K
- L
- M
- N
- O
- P
- Q
- R
- S
- T
- U
- V
- W
- X
- Y
- Z

### H
- Alphonse-Alfred Haentjens  (Bonapartiste);
- Léonce Hallez-Claparède  (Libéral);
- Eugène d'Halwin de Piennes  (Bonapartiste);
- René Louis Hamoir  (Bonapartiste);
- Justin Haudos  (Bonapartiste);
- Léonor-Joseph Havin  (Indépendant);
- Pierre-François Hennocque  (Bonapartiste);
- Georges Houssard  (Indépendant);
- Ernest André Marie Constant Hébert  (Bonapartiste);
- Jacques-Louis Hénon  (Républicain);

- Haut – A
- B
- C
- D
- E
- F
- G
- H
- I
- J
- K
- L
- M
- N
- O
- P
- Q
- R
- S
- T
- U
- V
- W
- X
- Y
- Z

### I
- Félix Imbaud de La Rivoire de La Tourrette  (Bonapartiste);

- Haut – A
- B
- C
- D
- E
- F
- G
- H
- I
- J
- K
- L
- M
- N
- O
- P
- Q
- R
- S
- T
- U
- V
- W
- X
- Y
- Z

### J
- Jules Jacquot d'Andelarre  (Libéral);
- Élie Janvier de La Motte  (Bonapartiste);
- Léopold Javal  (Libéral);
- Jean-Pierre Joliot  (Bonapartiste);
- Jean-Baptiste Josseau  (Bonapartiste libéral);
- Jacques Louis Jourdain  (Bonapartiste);
- Achille Jubinal  (Bonapartiste);

- Haut – A
- B
- C
- D
- E
- F
- G
- H
- I
- J
- K
- L
- M
- N
- O
- P
- Q
- R
- S
- T
- U
- V
- W
- X
- Y
- Z

### K
- Charles Kolb-Bernard  (Légitimiste);

- Haut – A
- B
- C
- D
- E
- F
- G
- H
- I
- J
- K
- L
- M
- N
- O
- P
- Q
- R
- S
- T
- U
- V
- W
- X
- Y
- Z

### L
- Philippe de Bourgoing La Beaume  (Bonapartiste);
- Albert Lacroix-Saint-Pierre  (Bonapartiste);
- Rémy Lafond de Saint-Mûr de Planche  (Bonapartiste);
- Félix Lambrecht  (Libéral);
- Victor Lanjuinais  (Libéral puis Bonapartiste libéral);
- Jean-Edmond Laroche-Joubert  (Bonapartiste);
- Raymond Larrabure  (Bonapartiste);
- Eugène Lasnonnier  (Bonapartiste);
- Pierre-Célestin Latour-Dumoulin  (Bonapartiste libéral);
- Gustave Le Borgne de La Tour  (Bonapartiste);
- François Le Calvez  (Bonapartiste);
- Jules Leclerc d'Osmonville  (Bonapartiste);
- Aimé Lescoat de Kervéguen  (Indépendant);
- Claude Jean-Marie Le Gorrec  (Bonapartiste);
- Léopold Le Hon  (Bonapartiste);
- Joseph Le Mélorel de La Haichois  (Bonapartiste);
- Honoré-Joseph-Octave Le Peletier d'Aunay  (Bonapartiste);
- Alfred Le Roux  (Bonapartiste);
- Eugène Casimir Lebreton  (Bonapartiste);
- Eugène Lecomte  (Bonapartiste);
- Eugène Jean-Baptiste Charles Lefébure  (Bonapartiste);
- Charles Le Joindre  (Bonapartiste);
- Théodore Eugène Lemaire  (Bonapartiste);
- Louis-Gustave Adolphe Lemercier de Maisoncelle-Vertille de Richemont  (Bonapartiste);
- Alphonse Leret d'Aubigny  (Bonapartiste);
- Charles Le Roux  (Bonapartiste);
- Jules Lescuyer d'Attainville  (Bonapartiste);
- Stéphen Liégeard  (Bonapartiste);
- Charles Louvet  (Bonapartiste);
- Louis Lubonis  (Bonapartiste);
- Stanislas Lédier  (Bonapartiste);

- Haut – A
- B
- C
- D
- E
- F
- G
- H
- I
- J
- K
- L
- M
- N
- O
- P
- Q
- R
- S
- T
- U
- V
- W
- X
- Y
- Z

### M
- Alexandre Macdonald  (Bonapartiste);
- Joseph Magnin  (Libéral);
- François Malausséna  (Bonapartiste);
- François Malézieux  (Libéral);
- Ernest Mame  (Indépendant);
- Guillaume Félix Alphonse Marey-Monge  (Bonapartiste);
- Louis Martel  (Libéral);
- Victor Masséna  (Bonapartiste);
- Auguste Mathieu  (Bonapartiste);
- Hyacinthe Maublanc de Chiseuil  (Bonapartiste);
- Jules Meiffren-Laugier de Chartrouse  (Bonapartiste);
- Thomas Louis Mercier  (Bonapartiste);
- Jacques Félix Meslin  (Bonapartiste);
- Jean-Baptiste Millet  (Bonapartiste);
- Claude Millon  (Bonapartiste);
- François Lévisse de Montigny de Jaucourt  (Bonapartiste);
- Stéphane Mony  (Bonapartiste);
- Théodore Morin  (Bonapartiste);
- Joachim Joseph André Murat  (Bonapartiste);
- Jacques Mège  (Bonapartiste);

- Haut – A
- B
- C
- D
- E
- F
- G
- H
- I
- J
- K
- L
- M
- N
- O
- P
- Q
- R
- S
- T
- U
- V
- W
- X
- Y
- Z

### N
- Henri Nogent-Saint-Laurens  (Bonapartiste);
- Jérôme-Paul de Nompère de Champagny  (Bonapartiste);
- Napoléon Marie de Nompère de Champagny  (Bonapartiste);
- Armand Noualhier  (Bonapartiste);
- Raymond Noubel  (Bonapartiste);

- Haut – A
- B
- C
- D
- E
- F
- G
- H
- I
- J
- K
- L
- M
- N
- O
- P
- Q
- R
- S
- T
- U
- V
- W
- X
- Y
- Z

### O
- Patrice O'Quin  (Bonapartiste);
- Émile Ollivier  (Républicain puis Bonapartiste libéral);

- Haut – A
- B
- C
- D
- E
- F
- G
- H
- I
- J
- K
- L
- M
- N
- O
- P
- Q
- R
- S
- T
- U
- V
- W
- X
- Y
- Z

### P
- Jules Pagézy  (Bonapartiste);
- Ferdinand Palluel  (Bonapartiste);
- Paul Pamard  (Bonapartiste);
- Charles Jean-Baptiste Parchappe  (Bonapartiste);
- Jean Patras de Campaigno  (Bonapartiste);
- Charles-Pierre-Paul Paulmier  (Bonapartiste);
- Eugène Pelletan  (Libéral);
- Eugène Pereire  (Bonapartiste);
- Isaac Pereire  (Bonapartiste);
- Émile Pereire  (Bonapartiste);
- Hippolyte Perras  (Bonapartiste);
- Charles Perrier  (Bonapartiste);
- Guillaume Pierre François Petit  (Bonapartiste);
- Auguste Edmond Petit de Beauverger  (Bonapartiste);
- Pons Peyruc  (Bonapartiste);
- Eugène Peyrusse  (Bonapartiste);
- Ernest Picard  (Libéral);
- Vincent Piccioni  (Bonapartiste);
- Louis Édouard Piette  (Bonapartiste);
- Alexandre Pinart  (Bonapartiste);
- Joseph Dominique Aldebert de Chambrun  (Libéral);
- Hippolyte Pissard  (Bonapartiste);
- Jules-Henri-Joseph Pieron-Leroy  (Libéral);
- Charles Abel Planat  (Libéral);
- Ignace Plichon  (Libéral);
- Augustin Pouyer-Quertier  (Indépendant);

- Haut – A
- B
- C
- D
- E
- F
- G
- H
- I
- J
- K
- L
- M
- N
- O
- P
- Q
- R
- S
- T
- U
- V
- W
- X
- Y
- Z

### Q
- Henri Quesné  (Bonapartiste);

- Haut – A
- B
- C
- D
- E
- F
- G
- H
- I
- J
- K
- L
- M
- N
- O
- P
- Q
- R
- S
- T
- U
- V
- W
- X
- Y
- Z

### R
- Gustave-Charles-Prosper Reille  (Bonapartiste);
- Alfred Renouard de Bussierre  (Bonapartiste);
- Maurice Richard  (Bonapartiste libéral);
- Antoine Richard de Montjoyeux  (Bonapartiste);
- Louis Riondel  (Libéral);
- Louis-Evariste Robert de Beauchamp  (Bonapartiste);
- Henri Armand Rolle  (Bonapartiste);
- Paul-Auguste Roques-Salvaza  (Bonapartiste);
- Alexandre Roubier d'Hérambault  (Bonapartiste);
- Henri Charles Roulleaux Dugage  (Bonapartiste);
- Pierre Roy de Loulay  (Bonapartiste);
- Eugène Roy-Bry  (Bonapartiste);
- Casimir Royer  (Bonapartiste);
- Francisque Rudel du Miral  (Bonapartiste);
- Xavier Louis Réguis  (Bonapartiste);

- Haut – A
- B
- C
- D
- E
- F
- G
- H
- I
- J
- K
- L
- M
- N
- O
- P
- Q
- R
- S
- T
- U
- V
- W
- X
- Y
- Z

### S
- Charles Sallandrouze de Lamornaix  (Bonapartiste);
- Eugène Ier Schneider  (Bonapartiste);
- Alexis Segris  (Bonapartiste);
- Édouard Sens  (Bonapartiste);
- Charles Seydoux  (Bonapartiste);
- Prosper Joseph Sibuet  (Bonapartiste);
- Joseph François Simon  (Bonapartiste);
- Auguste Stiévenart-Béthune  (Libéral);
- Napoléon Suchet  (Bonapartiste);
- Jules Simon  (Républicain);
- Myrtil-Joseph Sénéca  (Bonapartiste);

- Haut – A
- B
- C
- D
- E
- F
- G
- H
- I
- J
- K
- L
- M
- N
- O
- P
- Q
- R
- S
- T
- U
- V
- W
- X
- Y
- Z

### T
- Timoléon Auguste Sydney Taillefer  (Bonapartiste);
- Paulin Talabot  (Bonapartiste);
- Joannès Terme  (Bonapartiste);
- Adolphe Thiers  (Libéral);
- Charles Thoinnet de La Turmelière  (Bonapartiste);
- Alexis Thomas-Kercado  (Bonapartiste);
- Victor Travot  (Bonapartiste);

- Haut – A
- B
- C
- D
- E
- F
- G
- H
- I
- J
- K
- L
- M
- N
- O
- P
- Q
- R
- S
- T
- U
- V
- W
- X
- Y
- Z

### V
- Alfred de Vast-Vimeux  (Bonapartiste);
- Théodore Michel Vernier  (Bonapartiste);
- Antonin Vilcocq  (Bonapartiste);
- Aimé Raphaël Villedieu de Torcy  (Bonapartiste);

- Haut – A
- B
- C
- D
- E
- F
- G
- H
- I
- J
- K
- L
- M
- N
- O
- P
- Q
- R
- S
- T
- U
- V
- W
- X
- Y
- Z

### W
- Alexandre Colonna Walewski  (Bonapartiste);
- Léon-Marie Wartelle d'Herlincourt  (Bonapartiste);
- Samuel Welles de Lavalette  (Bonapartiste);
- Édouard Werlé  (Bonapartiste);
- Auguste-César West  (Bonapartiste);

- Haut – A
- B
- C
- D
- E
- F
- G
- H
- I
- J
- K
- L
- M
- N
- O
- P
- Q
- R
- S
- T
- U
- V
- W
- X
- Y
- Z

### Y
- Marc-Antoine-César Yon de Jonage  (Bonapartiste);

- Haut – A
- B
- C
- D
- E
- F
- G
- H
- I
- J
- K
- L
- M
- N
- O
- P
- Q
- R
- S
- T
- U
- V
- W
- X
- Y
- Z

### Z
- François Zorn de Bulach  (Bonapartiste);

- Haut – A
- B
- C
- D
- E
- F
- G
- H
- I
- J
- K
- L
- M
- N
- O
- P
- Q
- R
- S
- T
- U
- V
- W
- X
- Y
- Z